# غنبد بردي العليا (بهمئي غرمسيري الجنوبي)
غنبد بردي العلیا (بالفارسية: گنبدبردی علیا) هي قرية تقع في إيران في قسم بهمئي غرمسیري الجنوبي الريفي. يقدر عدد سكانها بـ 217 نسمة بحسب إحصاء 2016.